# Narada Michael Walden
Pour les articles homonymes, voir Walden.
 (juin 2023).
Si vous disposez d'ouvrages ou d'articles de référence ou si vous connaissez des sites web de qualité traitant du thème abordé ici, merci de compléter l'article en donnant les références utiles à sa vérifiabilité et en les liant à la section « Notes et références ».
Narada Michael Walden, né Michael Walden le 23 avril 1952 à Kalamazoo dans le Michigan, est un  musicien multi-instrumentiste américain, pianiste, batteur, chanteur, compositeur et producteur de musique. Il a reçu le nom « Narada » du gourou Sri Chinmoy au début des années 1970, en même temps que les guitaristes de Mahavishnu Orchestra John McLaughlin et Carlos Santana.

## Biographie
Narada Michael Walden joue avec John McLaughlin et son groupe Mahavishnu Orchestra dès 1974 sur l'album Apocalypse, sur lequel il remplace Billy Cobham, ainsi que sur deux autres du groupe, soit Visions of the emerald beyond en 1975 et l'année suivante Inner worlds. Il joue aussi sur une pièce Marching powder de l'album Teaser de l'ex-James Gang et Deep Purple Tommy Bolin, aussi en 1975. En 1976, on le retrouve sur deux morceaux de l'album Black Market, la pièce éponyme et Cannon ball de Weather Report, il joue aussi avec Allan Holdsworth sur Velvet Darkness et Wired de Jeff Beck toujours en 1976. Il est au piano électrique et à la batterie sur le 2e album du groupe italien Nova, Vimana avec Phil Collins à la batterie et aux percussions, Percy Jones à la basse et Robin Lumley à la production. Ainsi que sur le premier album solo du bassiste de jazz fusion Jaco Pastorius, et en 1977 il produit le 3e disque du groupe Nova, Wings of love. Puis en 1979 il apparaît sur 3 pièces de l'album solo de Robert Fripp, Exposure, avec des musiciens fameux tels que Peter Gabriel, Phil Collins, Brian Eno, Tony Levin et Daryl Hall entre autres. Et finalement, en 1980, il joue avec Ray Gomez sur son album Volume. Il a publié une douzaine d'albums sous son nom entre 1976 et 2014, en plus de produire une myriade de disques pour plusieurs artistes, de George Benson à Mariah Carey et Aretha Franklin, de Steve Winwood et Ray Charles à Whitney Houston, de Diana Ross et Eddie Murphy à Natalie Cole. Il a aussi joué et/ou produit des bandes sonores de films. Pour la composition de la chanson d'Aretha Franklin Freeway of Love (1985) avec Jeffrey Cohen, il reçoit le Grammy Award de la meilleure chanson R&B ainsi que le Grammy Award de la meilleure prestation vocale R&B féminine.

## Discographie

### Solo
- Garden of Love Light – 1976
- I Cry, I Smile – 1977
- Awakening – 1979
- The Dance of Life – 1979
- Victory – 1980
- Confidence – 1982
- Looking at You, Looking at Me – 1983
- The Nature of Things – 1985
- Divine Emotion – 1988
- Sending Love to Everyone – 1995
- Thunder – 2012
- Love Lullabies for Kelly – 2014
- Evolution - 2015
- Immortality - 2020

### Bandes sonores de films
- 1985 : Perfect
- 1986 : 9½ Weeks
- 1987 : Mannequin
- 1987 : Innerspace
- 1988 : Bright Lights, Big City
- 1989 : Licence to Kill
- 1992 : The Bodyguard
- 1993 : Free Willy
- 1994 : Jason's Lyric
- 1994 : Crooklyn
- 1996 : The Associate
- 1999 : Now and Again

### Collaborations
- 1974 : Apocalypse de Mahavishnu Orchestra
- 1975 : Teaser de Tommy Bolin - Batterie sur Marching Powder
- 1975 : Visions of the Emerald Beyond de Mahavishnu Orchestra
- 1976 : Vimana de Nova - Joue le piano électrique sur Princess And The Frog en plus de la batterie sur tout l'album
- 1976 : Inner Worlds de Mahavishnu Orchestra
- 1976 : Black Market de Weather Report - Batterie sur Black Market et Cannon ball
- 1976 : Velvet Darkness de Allan Holdsworth
- 1976 : Wired de Jeff Beck
- 1976 : Jaco Pastorius de Jaco Pastorius - Batterie sur Come On, Come Over
- 1977 : Wings of love de Nova - Batterie et production
- 1979 : Exposure de Robert Fripp - Batterie sur Breathless, NY3 et I've Had Enough of You
- 1980 : Volume de Ray Gomez
- 2023 : Mohini Dey, Mohini Dey